# 파르스주

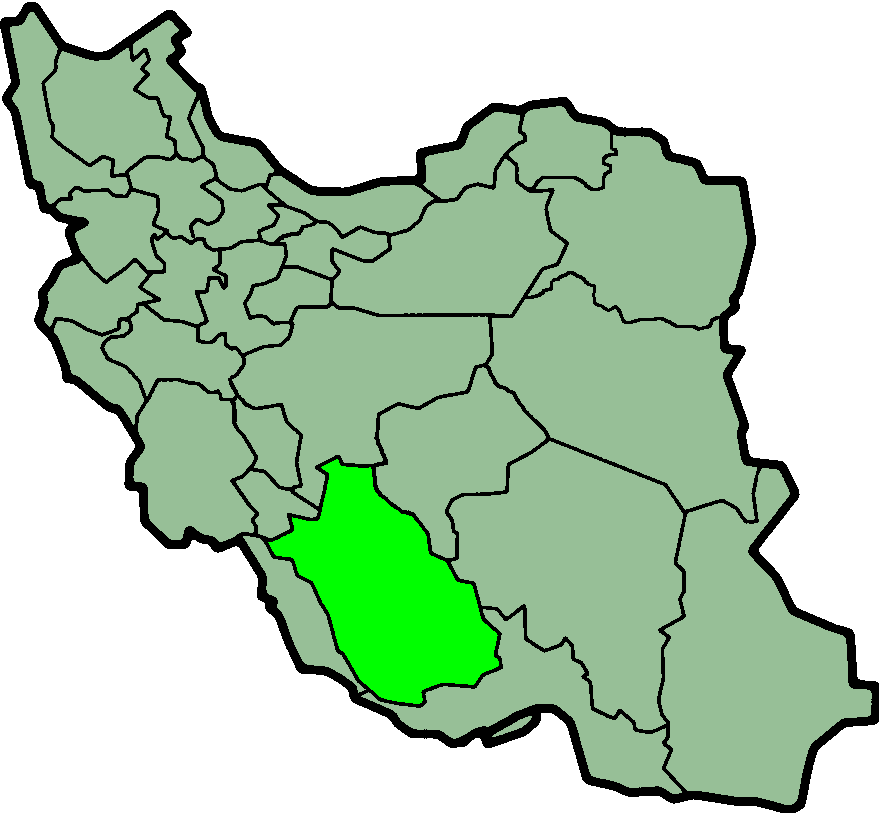
파르스주

파르스주(페르시아어: استان فارس)는 이란을 구성하는 31개 주 가운데 하나로, 이란 남부에 있다. 주도는 시라즈이며 인구는 4,336,878명(2006년 기준), 면적은 122,400km2이다. 2006년 당시 파르스주 인구의 61.2%는 도시에, 38.1%는 마을에 거주하고 있었으며 0.7%는 유목민이었다.
주명인 파르스는 페르시아인의 원향이며 페르시아어 옛 이름은 파르시이다. 페르시아와 페르시아인은 둘 다 파르스의 그리스어 이름인 페르시스에서 유래하였으며 고대 페르시아어로는 파르사(파사)라고 부르기도 했다.
이 지역은 Farsistan으로도 알려져 있다.

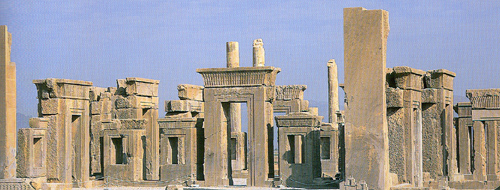
페르세폴리스의 유적
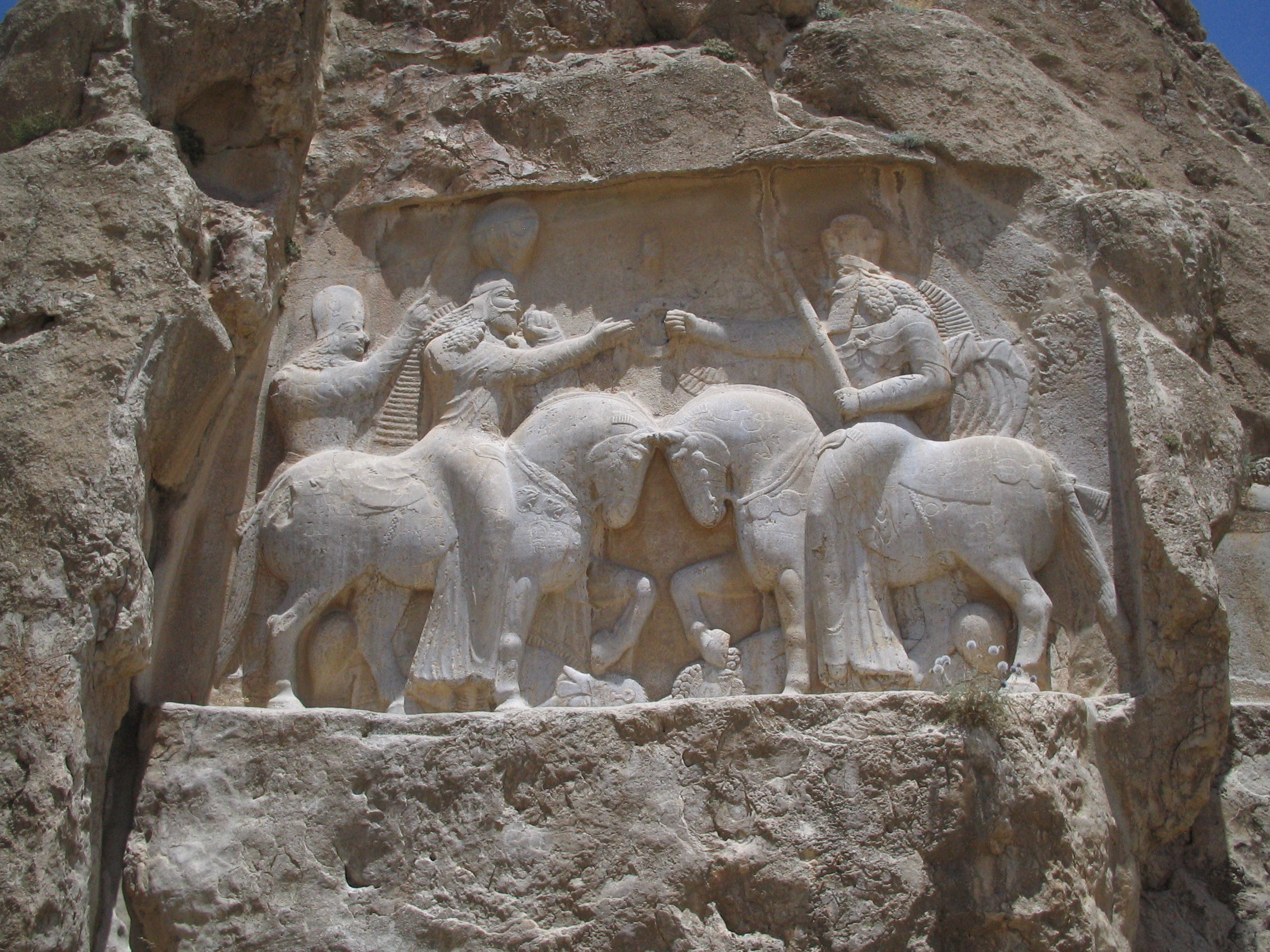
아르다시르 1세의 사산제국의 부조
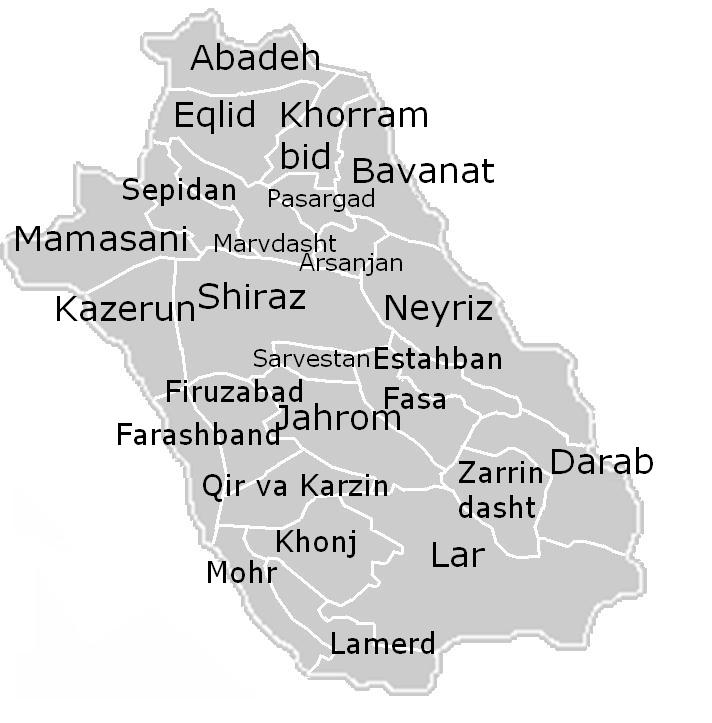
지도

## 인구
| 연도        | 인구      | ±%    |
| ----------- | --------- | ----- |
| 2006        | 4,336,878 | —     |
| 2011        | 4,596,658 | +6.0% |
| 2016        | 4,851,274 | +5.5% |
| amar.org.ir |           |       |

1. ↑  https://www.britannica.com/place/Fars